# الیزابت وینکل‌مایر بکر
الیزابت وینکل‌مایر بکر (متولد ۱۵ سپتامبر ۱۹۶۲) یک حقوق‌دان آلمانی و سیاستمدار عضو اتحادیه دموکرات مسیحی است که از سال ۲۰۰۵ به عنوان نماینده بوندستاگ خدمت کرده‌است.
او از سال ۲۰۱۹ تا ۲۰۲۱، قائم مقام وزیر در وزارت امور اقتصادی و انرژی فدرال در دولت صدراعظم آنگلا مرکل بود.

## زندگی سیاسی
وینکلمایر-بکر نخستین بار در سال ۲۰۰۵ در انتخابات فدرال آلمان به نمایندگی بوندستاگ انتخاب شد. وی در پارلمان، در کمیته‌های امور حقوقی و حمایت از مصرف‌کننده (۲۰۱۹–۲۰۰۵)، کمیته امور خانواده، سالمندان، زنان و جوانان (۲۰۱۳–۲۰۰۵)؛ و هیئت مشورتی پارلمانی در زمینه توسعه پایدار (۲۰۰۹–۲۰۰۵) حضور داشته‌است.
وینکلمایر بکر از سال ۲۰۱۹ تا ۲۰۲۱ قائم‌مقام وزیر امور اقتصادی و انرژی آلمان بود.
در پی انتخابات فدرال آلمان (۲۰۲۱)، وینکلمایر-بکر رئیس کمیسیون حقوقی پارلمان آلمان شد.

## کفالت سیاسی
الیزابت وینکلمایر بکر در پی بازداشت بحث‌برانگیز و پخش اعتراف اجباری اشراق نجف‌آبادی در رسانه‌های حکومتی نظام جمهوری اسلامی ایران، کفالت سیاسی او را بر عهده گرفت.